# Nektarnik posępny
Nektarnik posępny (Dreptes thomensis) – gatunek średniej wielkości ptaka z rodziny nektarników (Nectariniidae), jedyny przedstawiciel rodzaju Dreptes. Endemit Wyspy Świętego Tomasza. Narażony na wyginięcie.

## Taksonomia

Ilustracja z 2. tomu The birds of Africa (1900)

Takson ten jako pierwszy opisał portugalski przyrodnik i polityk José Vicente Barbosa du Bocage, nadając mu nazwę Nectarinia thomensis. Opis ukazał się w 1889 roku na łamach czasopisma „Jornal de sciencias mathematicas, physicas e naturaes”. Obecnie gatunek ten umieszczany jest w monotypowym rodzaju Dreptes. Nie wyróżnia się podgatunków.

## Występowanie i biotop
Nektarnik posępny występuje na Wyspie Świętego Tomasza w Zatoce Gwinejskiej, u zachodnich wybrzeży Afryki. Zasiedla wyżej położone lasy oraz otwarte tereny rolnicze.

## Morfologia
Długość ciała: samce 20–23 cm, samice 18–19 cm. Masa ciała: samce 21–28 g, samice 18–21 g.
Upierzenie ciemne z zielono-żółtym podogoniem. Ogon długi, czarny z ciemnoniebieskim odcieniem, 3 zewnętrzne pary sterówek z białymi końcówkami. Dziób i nogi czarne. Tęczówka ciemnobrązowa lub czerwona. Samice podobne do samców, ale nieco mniejsze. Osobniki młodociane upierzeniem przypominają dorosłe.

## Ekologia i zachowanie

### Tryb życia
Długi dziób u nektarnika posępnego pozwala sondować kwiaty (zwłaszcza bananowców), ptak ma też w zwyczaju wspinać się po korze drzew w poszukiwaniu bezkręgowców. Potrafi chwytać owady w locie.

### Pożywienie
Pokarm stanowi nektar, miękkie owoce oraz bezkręgowce.

### Lęgi
Okres lęgowy trwa od września do stycznia. Prawdopodobnie jest to gatunek poligyniczny; w niektórych lokalizacjach występuje dwa razy więcej samic niż samców. Samica składa 2 białe jaja do gniazda zawieszonego na końcu cienkiej gałęzi (może ono znajdować się na wysokości 10 m nad ziemią).

## Status i ochrona
Międzynarodowa Unia Ochrony Przyrody (IUCN) uznaje nektarnika posępnego za gatunek narażony (VU – Vulnerable) nieprzerwanie od 1994 roku. Liczebność populacji szacowana jest na 250–999 dorosłych osobników. Trend liczebności populacji uznawany jest przez BirdLife International za prawdopodobnie spadkowy.